# CMC International
CMC International war ein US-amerikanisches Independent-Label, das 1991 gegründet wurde und bis 2007 existierte.

## Geschichte
Das Label wurde 1991 von Tom Lipsky gegründet und brachte hauptsächlich Bands und Künstler in den Bereichen Classic Rock und klassischer Heavy Metal hervor, dabei Richtungen wie Hard Rock, Glam Metal und AOR streifend. Dies geschah in einer Phase, als sich die meisten anderen Labels auf Grunge und Alternative Rock konzentrierten. 1995 begann eine Partnerschaft mit BMG Entertainment. 1999 übernahm BMG die Mehrheit, Lipsky blieb eine Minderheitsbeteiligung.
2000 wurde das Label eine Abteilung von Sanctuary Records. Lipsky wurde Präsident von Sanctuary Records North America. Die Existenz des Labels endete, als die Universal Music Group Sanctuary 2007 erwarb.
Tom Lipsky wurde Präsident der Abteilung „Loud & Proud“ von Roadrunner Records.

## Bands und Künstler
- 38 Special
- Accept
- Alexi Lalas
- Annihilator
- Blackthorn
- Bruce Dickinson
- Blue Öyster Cult
- Deep Purple
- Dokken
- Eddie Money
- Iron Maiden
- Judas Priest
- Kix
- L.A. Guns
- La Toya Jackson
- Loverboy
- Lynyrd Skynyrd
- Molly Hatchet
- Motörhead
- Overkill
- Pat Benatar
- Saigon Kick
- Saxon
- Slaughter
- Soulmotor
- Styx
- The Fixx
- Thin Lizzy
- Tyketto
- Warrant
- Widowmaker
- W.A.S.P.
- Yngwie J. Malmsteen
- Yes